# Brian Krause

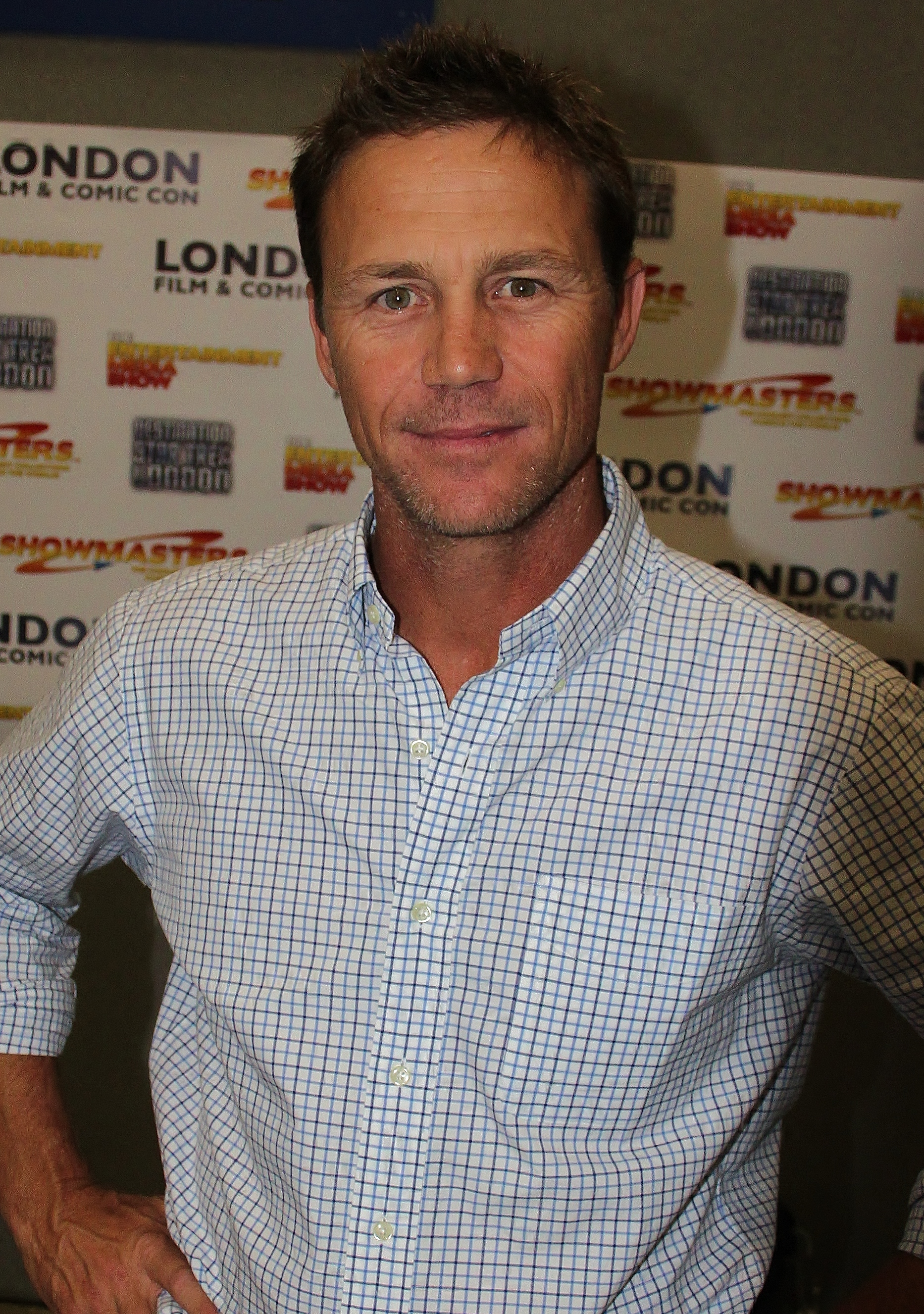
Brian Krause (2012)

Brian Jeffrey Krause (* 1. Februar 1969 in El Toro, Kalifornien) ist ein US-amerikanischer Schauspieler. Der internationale Durchbruch gelang ihm mit der Rolle des Leo Wyatt in der Serie Charmed – Zauberhafte Hexen.

## Leben
Während Brian Krauses Berufswunsch als Jugendlicher Privatdetektiv war, beschäftigte er sich zunächst mit Fußball. Er begann aber schon im Alter von 16 Jahren mit der Schauspielerei und nahm entsprechenden Unterricht. Auf dem College bestimmte dann wieder Fußball sein Leben. Er wollte Profispieler werden oder Sportmedizin studieren, doch schon während seines ersten Studienjahres entsagte er beidem. Er verließ das College und entschied sich endgültig für die Schauspielerei. Bereits früh nahm er an einem Workshop teil und lernt über vier Jahre bei R.J. Adams am Actors Workshop in Laguna Hills, Kalifornien.
Seinen ersten Fernsehauftritt hatte Krause 1989 in der Serie Ein Engel auf Erden. Es folgten Rollen in Du bist ja ein Engel und Teen Vid 2. Seinen großen Durchbruch hatte Brian 1991 als Richard in dem Kino-Film Rückkehr zur blauen Lagune an der Seite von Milla Jovovich. Seine nächste große Rolle kam 1992 mit Stephen Kings Schlafwandler als Vampir Charles Brady, gefolgt von Rollen in Bandit – Ein ausgekochtes Schlitzohr startet durch, Spacetrek und Affäre mit dem Tod.
1998 wurde er schließlich für die Rolle des Leo Wyatt in Charmed – Zauberhafte Hexen entdeckt. Die Rolle war zunächst nur für wenige Folgen vorgesehen, wurde jedoch wegen ihrer Beliebtheit bei den Fans ausgebaut. Während der Drehpausen von Charmed drehte Krause die Filme Trash, Dreamers und Stumme Schreie am See sowie die Charmed-Specials The Women of Charmed, Behind the Magic und Charmed – Access all areas.
2011 stand er als Capt. Sturges im Horror-Science-Fiction-Film Camel Spiders – Angriff der Monsterspinnen vor der Kamera und drehte für Sony den Pilotfilm der Mystery-Serie The Unknown. Sein Schaffen für Film und Fernsehen umfasst mehr als 110 Produktionen.

## Privates
1996 heiratete Brian das Fotomodel Beth. Noch im selben Jahr wurde ihr Sohn geboren. Die Ehe wurde im Jahr 2000 geschieden. Über seine derzeitige Lebensgefährtin und sein Privatleben ist wenig bekannt, da Krause Informationen darüber von der Öffentlichkeit fernhält.
Zu seinen Hobbys zählen Golfen und Autorennen.

## Filmografie

### Filme
- 1989: Match Point
- 1991: An American Summer
- 1991: Du bist ja ein Engel! (Earth Angel)
- 1991: Rückkehr zur blauen Lagune Return to the Blue Lagoon
- 1991: December
- 1992: Stephen Kings Schlafwandler (Sleepwalkers)
- 1993: Vergewaltigt – Jung und schuldig (The Liars’ Club)
- 1994: Bandit: Ein ausgekochtes Schlitzohr startet durch
- 1994: Bandit: Ein ausgekochtes Schlitzohr kommt selten allein
- 1994: Bandit: Ein ausgekochtes Schlitzohr und eine kühle Blonde
- 1994: Bandit: Ein ausgekochtes Schlitzohr gibt Gas
- 1994: Family Album
- 1995: Extreme Blue
- 1995: 919 Fifth Avenue
- 1995: Zeit der Bewährung (Breaking Free)
- 1996: Affäre mit dem Tod (Mind Games)
- 1996: Naked Souls
- 1996: Spacetrek
- 1998: Get a Job
- 1999: Dreamers
- 1999: Trash
- 2000: The Party
- 2001: Stumme Schreie im See II (Return to Cabin by the Lake)
- 2005: Pissed
- 2006: To Kill a Mockumentary
- 2006: Ties That Bind
- 2007: Protecting the King
- 2007: Devil’s Diary: Schreib hinein, es wird so sein (Devil’s Diary)
- 2008: Desertion
- 2008: Loch Ness – Die Bestie aus der Tiefe (Beyond Loch Ness)
- 2008: Triloquist
- 2008: Warbirds
- 2008: Jack Rio
- 2009: The Gods of Circumstance
- 2009: Nowhere to Hide
- 2009: Growth
- 2009: Supernova 2012 (2012: Supernova)
- 2010: You’re So Cupid!
- 2010: Next Stop Murder
- 2010: Cyrus
- 2010: The Binds That Tie Us
- 2011: Camel Spiders – Angriff der Monsterspinnen (Camel Spiders)
- 2012: Amor auf vier Pfoten (Gabe the Cupid Dog)
- 2013: Coffin Baby
- 2013: Poseidon Rex
- 2014: Red Sky
- 2014: The Christmas Switch
- 2014: Borrowed Moments
- 2015: Plan 9
- 2015: Miracle Maker
- 2016: Ribbons
- 2016: House of Purgatory
- 2016: Uploaded
- 2017: Haunted Maze
- 2017: Be Afraid
- 2018: Cucuy: The Boogeyman
- 2019: The Demonologist
- 2020: Scarlett
- 2021: Uploaded
- 2022: Harmony in Paradise
- 2023: Breakout
- 2024: The Windigo

### Fernsehserien
- 1989: TV 101 (Folge 1x06)
- 1989: Ein Engel auf Erden (Highway to Heaven, Folge 5x08)
- 1989, 1990: Ann Jillian (Folgen 1x03, 1x07)
- 1990: CBS Schoolbreak Special (Folge 7x04)
- 1993: Geschichten aus der Gruft (Tales from the Crypt, Folge 5x07)
- 1995: Walker, Texas Ranger (Folge 4x04)
- 1996: High Tide – Ein cooles Duo (High Tide, Folge 3x04)
- 1997, 1998: Another World (2 Folgen)
- 1998–2006: Charmed – Zauberhafte Hexen (Charmed, 145 Folgen)
- 2007: CSI: Miami (Folge 6x02)
- 2008: The Closer (Folge 4x01)
- 2008: Mad Men (Folge 2x12)
- 2010: Castle (Folge 3x03 Die Schatzkarte)
- 2012: The Unknow (Folge 1x01)
- 2014: Dark Rising: Warriors of the World (3 Folgen)
- 2016: Turn Back Time (9 Folgen)
- 2018: Der Denver-Clan (Folge 2x03)
- 2021: Cypher (7 Folgen)
- 2022: S.W.A.T. (Folge 5x14)

### Computerspiele
- 2010: L.A. Noire (Rockstar Games)
- 2018: Fallout 76 (verschiedene Rollen)